# Comunità Chemin Neuf
La Comunità Chemin Neuf è una comunità cattolica a vocazione ecumenica.
Nata da un gruppo di preghiera carismatico nel 1973, conta oggi 2000 membri permanenti in 26 paesi, e 12000 persone al servizio delle missioni della Comunità. Il suo principale fondatore è il padre gesuita Laurent Fabre.
La Comunità prende il suo nome dalla strada in cui si trovava la prima casa della Comunità nel 1973, a Lione, la cosiddetta "Montée du Chemin Neuf" (Salita del Cammino Nuovo).
Fortemente ispirata dal Rinnovamento Carismatico ed impregnata dalla spiritualità ignaziana, la Comunità orienta la sua azione verso il principio di unità: unità dei cristiani, unità degli uomini, unità delle coppie e delle famiglie.
Essa organizza regolarmente ritiri per coppie (ritiri « Cana »), famiglie, giovani e ragazzi e una evangelizzazione a vocazione internazionale (« Net for God »).

## Statuto
La comunità comprende e accoglie laici e religiosi di tutte le confessioni cristiane: cattolici, anglicani, riformati, ortodossi.
Riconosciuta nel 1973 dal cardinale Renard, la comunità è stata eretta nel 1984 come Associazione Pubblica di Fedeli dal cardinale Decourtray, arcivescovo di Lione. Questo statuto canonico le permette d'insegnare la dottrina cristiana a nome della Chiesa e di promuovere il culto pubblico.
Diversi vescovi gli hanno affidato la carica di parrocchie, in Francia e nel mondo.
Sempre il Cardinal Albert Decourtray, ha eretto nel 1992, l'Istituto religioso clericale di diritto diocesano di cui fanno parte i sacerdoti e i fratelli della Comunità. Questo Istituto è stato riconosciuto di diritto pontificio dal Cardinal Rodé, Prefetto della Congregazione per gli Istituti di Vita Consacrata e le Società di Vita Apostolica, il 14 settembre 2009.